# Martina Anderson
Martina Anderson   (Derry, 16 d'abril de 1962) és una política irlandesa d'Irlanda del Nord i membre del Parlament europeu (MEP) representant d'Irlanda del Nord pel Sinn Féin. Va esdevenir implicada en el moviment republicà irlandès a finals dels anys 1970 i és una antiga voluntària de l'Exèrcit Republicà irlandès Provisional (IRA). Al juny de 1986, va ser condemnada de conspiració per causar explosions l'any 1985 i sentenciada a cadena perpètua. Va ser alliberada 13 anys més tard com a condició de l'Acord del Divendres Bo i subsegüentment va esdevenir implicada en la política pel Sinn Féin. Va ser membre de l'Assemblea Legislativa d'Irlanda del Nord de 2007 a 2012, representant Foyle. Va servir a l'Executiu d'Irlanda del Nord com a Ministra Junior a l'Oficina del Primer Ministre i Ajudant del Primer Ministre de 2011 a 2012. Al 2012, es va convertir en Membre del Parlament Europeu, i va ser reelegida al 2014 i al 2019.

## Biografia
Anderson va néixer a Bogside a Derry, Irlanda del Nord, en una família gran amb una tradició de republicanisme irlandès. El seu pare era protestant. Té sis germanes i tres germans, un dels quals, Peter, és regidor del Sinn Féin.
Anderson va ser detinguda als 18 anys quan sortia d'una botiga de mobiliari a Derry per possessió d'una arma de foc i per haver causat una explosió. Va ser alliberada sota fiança després de dos mesos a la presó de dones Armagh i va fugir a través de la frontera a Buncrana al Comtat de Donegal.
Anderson va ser detinguda un altre cop el 24 de juny de 1985 a un pis de Glasgow amb quatre altres membres de l'IRA entre els quals el bombarder de Brighton Patrick Magee. L'11 de juny de 1986, tots cinc van ser condemnats de conspirar per causar explosions a Anglaterra, tot i que Magee era la única persona condemnada amb relació al bombardeig de l'hotel de Brighton.
L'any 1989, Anderson es va casar amb el seu amic presoner i membre de l'IRA Paul Kavanagh a la presó de Full Sutton. El 1993, va ser una de les dues úniques presoneres de categoria A a Anglaterra, l'altre era la seva companya republicana Ella O'Dwyer. L'any 1994, va ser transferida de la Presó de Durham a Anglaterra a la Presó de Maghaberry a Irlanda del Nord. El 10 de novembre de 1998, Anderson va ser alliberada sota els termes de l'Acord del Divendres Bo.

## Carrera política
L'any 2007, Anderson va ser elegida a l'Assemblea d'Irlanda del Nord com a membre del Sinn Féin per Foyle, juntament amb Raymond McCartney.
Al maig de 2007, Anderson va esdevenir una de les membres primeres del Sinn Féin a unir-se a la Northern Irelind Policing Board.
Al desembre de 2007, Anderson va dir que li preocupava el fet que una gran quantitat de treballadors migrants de principalment països catòlics eren classificats com a 'nacionalistes/catòlics' en formes de seguiment, enlloc de 'altres'. Va dir "Atès el fet que tota la base de la legislació sobre el seguiment es va fer per evidenciar el desequilibri entre nacionalistes/catòlics locals i comunitats protestants/unionistes i que per això és vital que en sumar-se els treballadors migrats al personal laboral, que clarament haurien de ser categoritzats com a 'altre'."
El control d'ocupació de la Comissió de la Igualtat només té en compte la religió, i no l'afiliació política.
Va ser seleccionada pel Sinn Féin per lluitar pel departament de Foyle en les Eleccions Generals de Westminster 2010. Va perdre contra Mark Durkan que estava al càrrec, per 5,000 vots (11% del vot). Al maig de 2012 es va anunciar que substituiriaBairbre de Brún, com a parlamentària per Irlanda del Nord. Anderson va retenir el seu seient de MEP en les eleccions de 2014, obtenint la primera posició amb 159,813 vots com a primera preferència.
En les eleccions al Parlament Europeu de 2019, Anderson va ser reelegida en cinquena posició, després de Dianne Dodds del DUP i de Naomi Long d'Alliance.